# Escala Fujita Internacional
A escala internacional Fujita (abreviada como Escala-IF) classifica a intensidade de tornados e outros eventos de vento com base na gravidade dos danos que causam. Ele é usado pelo European Severe Storms Laboratory (ESSL) e está sendo trabalhado por várias outras organizações, incluindo Deutscher Wetterdienst (DWD) e State Meteorological Agency (AEMET). A escala pretende ser análoga às escalas Fujita e Fujita Aprimorada, embora seja mais aplicável internacionalmente por levar em consideração fatores como diferenças nos códigos de construção.
Em 2018, foi publicada a primeira versão preliminar da escala IF, versão 0.10. Esta versão foi baseada em uma escala de avaliação de 12 passos. Nos anos seguintes, dezenas de tornados seriam classificados nesta versão da escala. Mais notavelmente, o tornado de 2021 na Morávia do Sul recebeu uma classificação (IF4) e uma pesquisa de danos total na escala IF conduzida pela ESSL, pelo Instituto Hidrometeorológico Tcheco e quatro outras organizações. Em 6 de maio de 2023, foi publicada a versão 0.99.9d, que a alterou para uma escala de classificação de 9 etapas.

## Versão 2018

### Parâmetros
As 12 categorias da escala Fujita Internacional estão listadas abaixo, em ordem crescente de intensidade. Embora as velocidades do vento e os exemplos de danos fotográficos sejam atualizados, eles ainda são mais ou menos precisos. No entanto, para a escala IF real na prática, os indicadores de danos (o tipo de estrutura que foi danificada) são predominantemente usados na determinação da intensidade do tornado. Os passos da escala IF são definidos por um valor central e um erro. Os erros foram estimados em 30% do valor central, resultando em faixas de velocidade sobrepostas. As distâncias entre os valores centrais dos degraus foram escolhidas de forma que o limite superior exceda o valor central do próximo degrau, garantindo um equilíbrio entre a resolução da escala e os erros esperados. Como a ESSL exigia que os passos fossem consistentes com a escala original de Fujita, eles introduziram passos com - e + sufixos indicando passos um terço acima ou abaixo do valor central da escala original, por exemplo F1- é igual a “F2 - 1⁄3F2” e F2+ é igual a “F2 + 1⁄3F2”. Acima de F2, tal subdivisão não foi introduzida e apenas passos completos são usados.
| Escala | Velocidade do vento (Estimado) | Velocidade do vento (Estimado) | Velocidade do vento (Estimado) |
| Escala | mph                            | km/h                           | EM                             |
| IF0-   | 45 ± 14                        | 72 ± 22                        | 20 ± 6                         |
| IF0    | 56 ± 17                        | 90 ± 27                        | 25 ± 7                         |
| IF0+   | 67 ± 20                        | 108 ± 32                       | 30 ± 9                         |
| IF1-   | 70 ± 24                        | 128 ± 38                       | 36 ± 11                        |
| IF1    | 92 ± 28                        | 149 ± 45                       | 41 ± 12                        |
| IF1+   | 106 ± 32                       | 170 ± 51                       | 47 ± 14                        |
| IF2-   | 120 ± 36                       | 193 ± 58                       | 54 ± 16                        |
| IF2    | 135 ± 40                       | 217 ± 65                       | 60 ± 18                        |
| IF2+   | 150 ± 45                       | 241 ± 72                       | 67 ± 20                        |
| IF3    | 182 ± 55                       | 293 ± 88                       | 81 ± 24                        |
| IF4    | 234 ± 70                       | 376 ± 113                      | 105 ± 31                       |
| IF5    | 290 ± 87                       | 466 ± 140                      | 130 ± 39                       |

## Versão 2023
Em 6 de maio de 2023, foi publicada a versão 0.99.9d, que a alterou para uma escala de classificação de 9 etapas. Nesta versão, o indicador de dano de velocidade do vento foi introduzido, o que o tornou a primeira intensidade de tornado e escala de dano a usar velocidades de vento medidas e velocidades de vento medidas por radar meteorológico Doppler.
| Escala | Velocidade do vento (Estimado) | Velocidade do vento (Estimado) | Velocidade do vento (Estimado) |
| Escala | mph                            | km/h                           | EM                             |
| IF0    | 55                             | 90                             | 25                             |
| IF0.5  | 75                             | 120                            | 33                             |
| IF1    | 90                             | 150                            | 40                             |
| IF1.5  | 110                            | 180                            | 50                             |
| IF2    | 135                            | 220                            | 60                             |
| IF2.5  | 160                            | 250                            | 70                             |
| IF3    | 180                            | 290                            | 80                             |
| IF4    | 230                            | 380                            | 105                            |
| IF5    | 290                            | 470                            | 130                            |

### Indicadores de dano, subclasses e graus de dano
A escala IF possui atualmente 23 indicadores de dano (DI), cada um com um número variável de subclasses e graus de dano (DoD).
| DI Abr. | Indicador de dano (DI)               | Subclasses              | Graus de dano                |
| ------- | ------------------------------------ | ----------------------- | ---------------------------- |
| BS      | Edifício - estrutura                 | A, AB, B, C, D, E, F    | 0, 1A, 1B, 2                 |
| BR      | Edifício - telhado                   | A, AB, B, C, D, E, F    | 0, 1, 2                      |
| BN      | Edifício - elementos não estruturais | SW, SS, TW, TS, HW, HS  | 0, 1, 2, 3                   |
| BM      | Construção - ancoragem               | SM, SI, DB              | 1                            |
| VH      | Veículos Rodoviários                 | C, E, L, T              | 0, 1, 2, 3, 4                |
| TR      | Árvores                              | ERA                     | 0, 1, 2, 3, 4, 5, 6, 7, 8, 9 |
| TS      | Suportes de árvore                   | ERA                     | 0, 1, 2, 3, 4                |
| WT      | Turbinas eólicas                     | COMO                    | 0, 1, 2, 3                   |
| GH      | Estufas                              | ERA                     | 0, 1, 2, 3                   |
| CT      | vagões de trem                       | S, F                    | 0, 1                         |
| MH      | Casas móveis / Caravanas estáticas   | –                       | 0, 1, 2, 3, 4, 5             |
| PT      | Postes e torres                      | W, S, T                 | 0, 1, 2                      |
| SP      | Painéis solares                      | –                       | 0, 1                         |
| FC      | Cercas                               | W, S                    | 0, 1                         |
| FW      | Paredes independentes                | Z, A, AB, B, C, D, E, F | 1, 2                         |
| SN      | Sinais e outdoors                    | T, M                    | 0, 1, 2                      |
| SO      | Andaime conectado                    | –                       | 1                            |
| CP      | Carports / garagens                  | –                       | 1                            |
| SS      | Coberturas da Estação de Serviço     | –                       | 0, 1, 2, 3                   |
| SC      | Contêineres de transporte            | A, B, C, D, E, F        | 1, 2, 3                      |
| CR      | Guindastes                           | G, t                    | 1, 2                         |
| DE      | Mobília ao ar livre                  | L, H                    | 0, 1, 2                      |
| WM      | Medição da velocidade do vento       | Veja a seção abaixo     | Veja a seção abaixo          |

### DI: Medição da Velocidade do Vento
Uma característica única da escala Fujita Internacional em comparação com a escala Fujita ou Fujita Aprimorada é um novo indicador de dano baseado em velocidades de vento medidas. Para a escala IF, apenas as velocidades do vento medidas em ou abaixo 10 m (11 yd) pode ser usado para determinar uma classificação. As medições do radar meteorológico Doppler também podem ser usadas para determinar uma classificação se forem medidas dentro da distância prejudicial. Para medições de radar, qualquer leitura abaixo de 60 m (66 yd) pode ser usado para determinar uma classificação.

#### Medição de três segundos
Para medições de velocidade do vento em três segundos, assume-se uma média de 88,8% da medição de três segundos.
| Grau de Dano (DoD) / IF# Velocidade medida | Medição de três segundos | Medição de três segundos | Medição de três segundos |
| Grau de Dano (DoD) / IF# Velocidade medida | mph                      | km/h                     | EM                       |
| DoD 0 / IF0                                | 42,5 – 56                | 69 – 91                  | 19 – 25                  |
| DoD 0,5 / IF0,5                            | 57 – 74,5                | 92 – 120                 | 26 – 32                  |
| DoD 1 / IF1                                | 73,9 – 90                | 119 – 146                | 33 – 40                  |
| DoD 1.5 / IF1.5                            | 91 – 109                 | 147 – 176                | 40 – 49                  |
| DoD 2 / IF2                                | 110 – 129                | 177 – 208                | 50 – 57                  |
| DoD 2.5 / IF2.5                            | 129 – 156,5              | 209 – 242                | 58 – 70                  |
| DoD 3 / IF3                                | 151 – 183,9              | 243 – 296                | 68 – 82                  |
| DoD 4 / IF4                                | 184 – 231                | 297 – 373                | 83 – 103                 |
| DoD 5 / IF5                                | ≥232                     | ≥374                     | ≥104                     |

#### Medição de dois segundos
Para medições de velocidade do vento em dois segundos, presume-se que seja uma média de 90,9% da medição de dois segundos.
| Grau de Dano (DoD) / IF# Velocidade medida | Medição de dois segundos | Medição de dois segundos | Medição de dois segundos |
| Grau de Dano (DoD) / IF# Velocidade medida | mph                      | km/h                     | EM                       |
| DoD 0 / IF0                                | 43,4 – 58                | 70 – 94                  | 20 – 26                  |
| DoD 0,5 / IF0,5                            | 59 – 74                  | 95 – 120                 | 27 – 33                  |
| DoD 1 / IF1                                | 75 – 93                  | 121 – 150                | 34 – 40                  |
| DoD 1.5 / IF1.5                            | 93 – 111,8               | 150 – 180                | 42 – 50                  |
| DoD 2 / IF2                                | 111,8 – 132              | 180 – 213                | 51 – 59                  |
| DoD 2.5 / IF2.5                            | 133 – 154                | 214 – 248                | 60 – 68                  |
| DoD 3 / IF3                                | 154 – 188                | 249 – 303                | 69 – 84                  |
| DoD 4 / IF4                                | 188 – 237                | 304 – 382                | 85 – 106                 |
| DoD 5 / IF5                                | ≥238                     | ≥383                     | ≥107                     |

Para medições de velocidade do vento em um segundo, assume-se uma média de 92,5% da medição em um segundo.
| Grau de Dano (DoD) / IF# Velocidade medida | Medição de um segundo | Medição de um segundo | Medição de um segundo |
| Grau de Dano (DoD) / IF# Velocidade medida | mph                   | km/h                  | EM                    |
| DoD 0 / IF0                                | 44.1 – 58             | 71 – 95               | 20 – 26               |
| DoD 0,5 / IF0,5                            | 59 – 76               | 96 – 123              | 27 – 34               |
| DoD 1 / IF1                                | 77 – 94               | 124 – 152             | 35 – 42               |
| DoD 1.5 / IF1.5                            | 95 – 113              | 153 – 183             | 43 – 51               |
| DoD 2 / IF2                                | 114 – 134             | 184 – 220             | 52 – 60               |
| DoD 2.5 / IF2.5                            | 135 – 156             | 218 – 252             | 61 – 70               |
| DoD 3 / IF3                                | 157 – 191             | 253 – 308             | 71 – 85               |
| DoD 4 / IF4                                | 192 – 241             | 309 – 388             | 86 – 107              |
| DoD 5 / IF5                                | ≥241,5                | ≥389                  | ≥108                  |

#### Medição zero segundo
Para medições de velocidade do vento em zero segundo, assume-se que é uma medição instantânea da velocidade do vento. Isso só pode ser usado se a taxa de amostragem for de 10 Hz ou superior.
| Grau de Dano (DoD) / IF# Velocidade medida | Medição de zero segundo | Medição de zero segundo | Medição de zero segundo |
| Grau de Dano (DoD) / IF# Velocidade medida | mph                     | km/h                    | EM                      |
| DoD 0 / IF0                                | 47,8 – 64               | 77 – 103                | 22 – 28                 |
| DoD 0,5 / IF0,5                            | 64 – 82                 | 104 – 132               | 29 – 36                 |
| DoD 1 / IF1                                | 82 – 101,9              | 133 – 164               | 37 – 45                 |
| DoD 1.5 / IF1.5                            | 102 – 123               | 165 – 198               | 46 – 55                 |
| DoD 2 / IF2                                | 124 – 145               | 199 – 234               | 56 – 65                 |
| DoD 2.5 / IF2.5                            | 146 – 169               | 235 – 273               | 66 – 75                 |
| DoD 3 / IF3                                | 170 – 207               | 274 – 333               | 76 – 92                 |
| DoD 4 / IF4                                | 208 – 260               | 334 – 420               | 93 – 116                |
| DoD 5 / IF5                                | ≥261                    | ≥421                    | ≥117                    |